# Les Frères Malory
Pour les articles homonymes, voir Malory.
Les Frères Malory est une série de romances historiques créées par l'écrivain américain Johanna Lindsey. Elle contient 10 tomes : Le séducteur impénitent, Tendre rebelle, Passagère clandestine, Magicienne de l'amour, Une femme convoitée, La faute d'Anastasia, Voleuse de cœur, Les trésors du désir, Confusion et Séduction et Mariés par devoir, amants pour toujours.
L'action de cette saga se situe au XIXe siècle en Angleterre, elle est classée dans le sous-genre Régence dans les pays francophones ou georgien aux États-Unis.

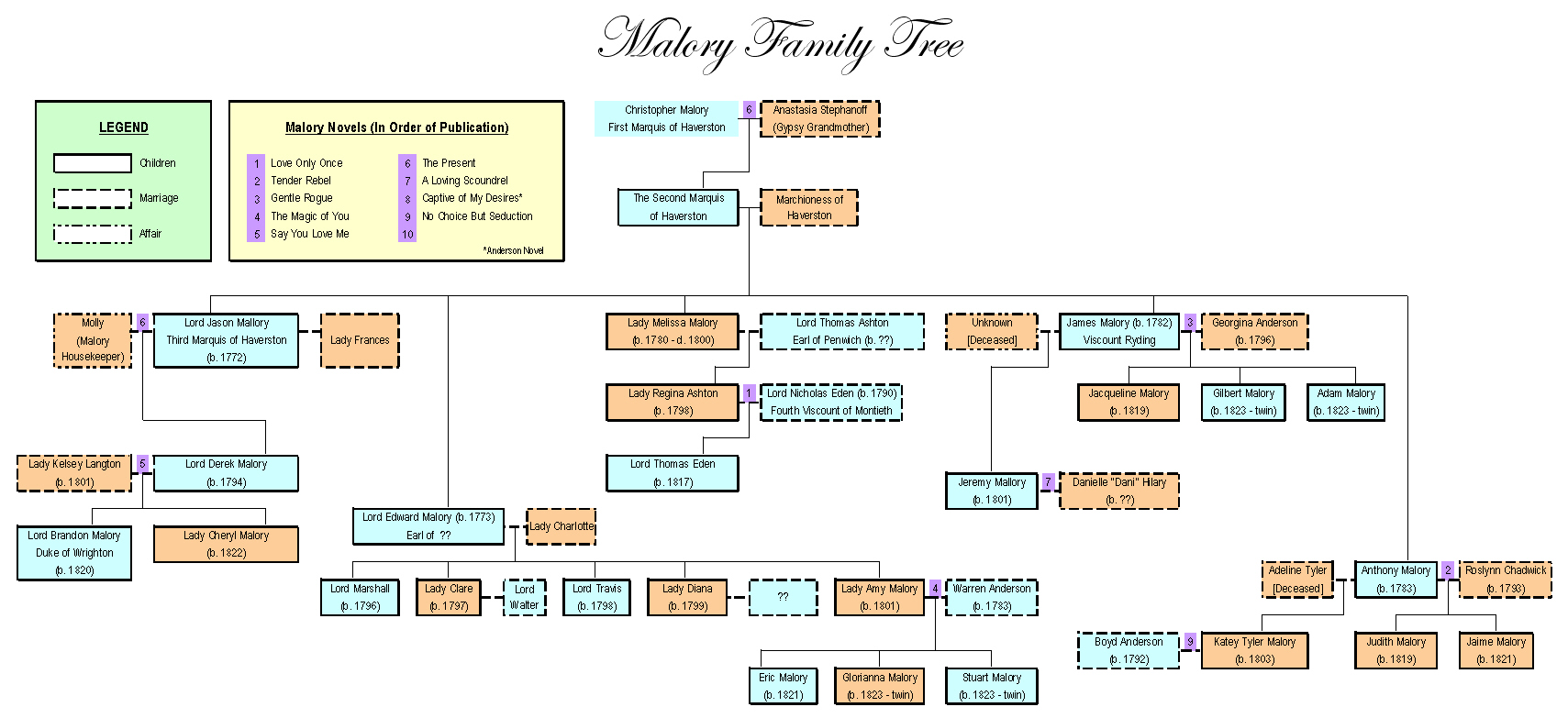
Arbre généalogique de la famille Malory

## Composition des familles
Les arbres généalogiques des deux familles sont mentionnés dans le tome 6 - La faute d'Anastasia.

### La famille Malory
voir l'arbre généalogique

### La famille Anderson
Elle est composée des 5 frères Anderson et une sœur : 
• Clinton (1778 - ?)
• Warren (1783 - ?)
• Thomas (1787 - ?)
• Drew (1791 - ?)
• Boyd (1792 - ?)
• Georgina (1796 - ?)

## Romans

### Le séducteur impénitent
Il s'agit du premier tome de la série et paradoxalement il ne concerne pas l'un des frères mais l'une de leurs nièces : Lady Regina Ashton.
L'histoire débute en 1807 à Londres. À la suite d'un quiproquo, le vicomte Nicholas Eden retient chez lui par erreur la jeune Regina Ashton. Bien qu'il ne se soit rien passé de compromettant entre les deux jeunes gens, le scandale éclate au grand dam de la famille Malory. Pour sauver la réputation de leur nièce, les frères Malory forcent Nicholas Eden à épouser la jeune femme. Bien qu'il soit prêt à faire de Regina sa maîtresse, le vicomte tente de la pousser à bout pour qu'elle rompt leurs fiançailles. Il refuse d'affronter son mépris au moment de la découverte son secret : il est en réalité un enfant illégitime. Parallèlement à cela, le vicomte doit faire face à son pire ennemi, le célèbre pirate Hawke.

### Tendre rebelle
Il s'agit du deuxième tome de la série et le frère concerné par l'histoire est Anthony même si l'héroïne est Roslynn.
L'histoire débute avec Roslynn Chadwick, une jeune écossaise qui a été élevée par son grand-père. À la mort de celui-ci, elle est obligée d'aller se réfugier en Angleterre pour trouver un mari et éviter le mariage que veut lui imposer son cousin pour mettre la main sur sa fortune. Lors de ses recherches, elle rencontre Anthony Malory qui lui propose de la guider dans ses recherches. Roslynn doit alors faire face à la réticence d'Anthony à lui donner le nom d'un mari potentiel et échapper à son cousin qui la recherche activement et ne recule devant rien pour lui remettre la main dessus.

### Passagère clandestine
Il s'agit du troisième tome de la série et le frère concerné par l'histoire est James même si l'héroïne est Georgina.
L'histoire commence avec Georgina, une jeune Américaine venue en Angleterre pour retrouver son premier amour qui a disparu lors de la guerre ayant opposé l'Angleterre et l'Amérique. Elle a pour ça enrôlé Ian, l'un des meilleurs amis de ses frères (au nombre de 5). Malheureusement après la déception de son ancien fiancé et par un malheureux concours de circonstances, elle se retrouve fauchée et doit pour rentrer chez elle se faire embaucher comme mousse sur un navire. Ce navire se révèle être celui de James et Georgina rencontrera quelques difficultés avec ce dernier.

### Magicienne de l'amour
Il s'agit du quatrième tome de la série et ce n'est pas l'un des frères qui est concerné mais la fille d'Edward : Amy.
Amy Malory est une jeune femme très déterminée et têtue. Sa dernière décision ? Épouser Warren Anderson, le beau-frère de son oncle James et le meilleur, c'est que ni ses oncles, ni Warren ne veulent de ce mariage. Mais Amy n'a pas dit son dernier mot, elle aura Warren même si pour cela elle doit le suivre n'importe où.

### Une femme convoitée
Il s'agit du cinquième tome de la série et ce n'est pas l'un des frères qui est concerné mais le fils de Jason : Derek. (même si l'héroïne est Audrey)
Audrey Langton (elle devient Kelsey dans le tome six) est une jeune lady qui pour sauver sa famille de la ruine doit se vendre aux enchères, elle devient la maitresse de Derek qui l'achète pour contrer son ennemi qui a pour réputation de battre ses maîtresses. La jeune femme doit alors affronter sa nouvelle vie de maîtresse, éviter sa tante et sa sœur qui ignorent tout des enchères et éviter l'homme cruel qui avait tenté de l'acheter et qui avait été mis en déroute par Derek.

### La faute d'Anastasia
Il s'agit du sixième tome de la série et l'histoire est celle des grands-parents des frères.
Noël à Haverston. Toute la famille Malory est rassemblée et un mystérieux manuscrit est découvert au pied du sapin sans que l'on sache qui l'a mis là ; de plus une vieille tombe anonyme est découverte par Amy. La famille se met à lire l'histoire racontée dans l'étrange livre et une surprise de taille les attend : le livre a été écrit par Christopher et Anastasia Malory, leurs grands-parents. Ils découvrent alors une histoire d'amour impossible qui n'aurait jamais dû voir le jour entre une gitane et un marquis.

### Voleuse de cœur
Il s'agit du septième tome de la série et l'histoire est celle de Jérémy le fils naturel de James. L'héroïne est Danny.
Danny est une voleuse qui se fait passer pour un garçon pour éviter de se faire prostituer par le chef de sa bande de voyous. Un jour, l'un de ses larcins tourne mal à cause de Jérémy qui la prend la main dans le sac pour la contraindre à l'aider à voler un homme qu'il déteste. La jeune femme l'aide de mauvaise grâce et lorsque le chef de sa bande découvre qu'elle a aidé à dépouiller un lord, elle se fait éjecter du groupe. Danny décide alors de contraindre Jérémy (responsable de la situation) à lui donner un travail.

### Les trésors du désir
Il s'agit du huitième tome de la série et l'histoire n'est plus celle d'un Malory mais d'un Anderson. L'un des frères de Georgina : Drew

### Confusion et Séduction
Il s'agit du neuvième tome de la série et l'histoire est celle de Boyd Anderson.